# Приступање Босне и Херцеговине Европској унији
Приступање Босне и Херцеговине Европској унији је циљ садашњих односа два ентитета. Босну и Херцеговину је ЕУ признала као „земљу кандидата“ за приступање од одлуке Европског савета 2022. године и налази се на актуелној агенди будућег проширења ЕУ. Босна и Херцеговина учествује у Споразуму о стабилизацији и придруживању, а трговински односи су регулисани привременим споразумом.
Босна и Херцеговина је формално поднела захтев за чланство у ЕУ 15. фебруара 2016. године, након година уставних реформи и ангажмана на Дејтонском мировном споразуму. Неуспех Босне и Херцеговине да испуни услове за затварање Високог представника за Босну и Херцеговину, укључујући решавање питања власништва над државном и војном имовином и спровођење уставних реформи, спречило је земљу да поднесе захтев до 2016. године.
Босна и Херцеговина је 9. децембра 2016. године примила приступни упитник од Европске комисије, а одговори на упитник су достављени у фебруару 2018. године. Европска комисија је 20. јуна 2018. године послала 655 додатних питања на упитник. Тадашњи председавајући Предсједништва Босне и Херцеговине Милорад Додик уручио је одговоре на додатна питања 5. марта 2019. године. Мишљење о апликацији БиХ објавила је Европска комисија у мају 2019. године. Двадесет два политичка питања и даље су остала без одговора када је Босна и Херцеговина доставила свој најновији одговор 5. марта 2019. Она остаје потенцијална земља кандидат све док не буде могла успешно одговорити на сва питања у упитнику Европске комисије, као и „осигурати функционисање Парламентарног одбора за стабилизацију и придруживање и развој националног програма за усвајање правних тековина ЕУ“.
Веће Европске комисије је 12. октобра 2022. године препоручило да се додели статус кандидата Босни и Херцеговини, јер је предузет низ корака. То укључује испуњење 14 кључних концепата које је предложила ЕУ који траже напредак у јачању демократије и људских права, као и 8 даљих циљева који морају бити испуњени: „реформа правосуђа, спречавање сукоба интереса, борба против корупције и организованог криминала, управљање границама и миграцијама, слобода медија, заштита новинара и стварање превентивних механизама против тортуре и злостављања.“ Европски савет је 15. децембра 2022. године званично дао статус кандидата Босни и Херцеговини.
Многи оцењују да је Босна и Херцеговина на дну по питању европских интеграција међу државама западног Балкана које траже чланство у ЕУ. Ипак у 2024. години има нескривених назнака са стране руководства Европске комисије, да би се требали што прије отворити преговори о приступању Босне и Херцеговине у Европску унију.

## Односи
ЕУ је успоставила регионални приступ Западном Балкану 1997. године, са политичким и економским критеријумима условљености за развој билатералних односа. Следеће године успостављена је Консултативна радна група ЕУ/Босна и Херцеговина која је започела процес. Од 2006. године, радну групу је заменио Мониторинг процеса реформи.
Привремени споразум о трговини и питањима везаним за трговину је потписан и ступио је на снагу 1. јула 2008. године. Привремени споразум је био правни оквир за трговину између БиХ и ЕУ између 2008. и 2015. године. ЕУ је главни трговински партнер Босне и Херцеговине и 73,5% извоза из земље отишло је у ЕУ 2014. године, након приступања Хрватске.
Првог јануара 2008. године ступио је на снагу споразум о визним олакшицама и реадмисији између Босне и Херцеговине и ЕУ. Босна и Херцеговина је учествовала у дијалогу за либерализацију визног режима са земљама Шенгена, који је покренула Европска комисија 26. маја 2008. године. Веће Европске уније је 8. новембра 2010. године одобрило безвизни режим путовања у ЕУ за грађане Босне и Херцеговине.  Одлука је ступила на снагу 15. децембра 2010. године.

## Догађаји 2022.
Два бивша висока представника за Босну и Херцеговину Валентин Инцко и Кристијан Шварц Шилинг су 2. марта 2022. године апеловали на ЕУ за брже приступање Босне и Херцеговине: „24. фебруар 2022. представља црни дан у историји Европе, јер постоји опасност да би ова врста агресије на суверену државу могла да подстакне друге диктаторе на сличне кораке“. Овим речима су се два бивша висока представника у Босни и Херцеговини обратила председнику Европске комисије, реагујући на драматичан развој ситуације у Украјини и нападе руске војске на цивилне циљеве.
Јуна 12. 2022. године неколико политичких лидера у Босни и Херцеговини позвано је у Брисел на захтев Шарла Мишела, председника Европског већа. Већина учесника састанка у Бриселу, који је трајао више од осам сати, прихватио је документ: „Политички договор о принципима за осигурање функционалне БиХ“. Документ, чији су циљеви осигурање функционалне Босне и Херцеговине која напредује на европском путу, дефинише опредељење за очување и изградњу мирне, стабилне, суверене и независне функционалне европске Босне и Херцеговине. Истовремено посвећен поштовању владавине права и спровођењу слободних и демократских избора. Истиче се важност провођења реформи које унапређују европске интеграције БиХ.
Председник Словеније Борут Пахор је 3. септембра 2022. године изнео своје ставове: „Прва ствар је да Србија, Црна Гора, Северна Македонија и Албанија убрзају преговоре за придруживање ЕУ, да Босна и Херцеговина добије статус кандидата до краја године, а да ЕУ испуни своју обавезу о либерализацији визног режима“. То је изазвало забуну у Босни и Херцеговини јер словеначки председник није раније спомињао кандидатски статус Босне и Херцеговине.
Босна и Херцеговина је 6. септембра 2022. године потписала споразум са Европском унијом о приступању Европском механизму цивилне заштите. Овај споразум омогућио је Босни и Херцеговини да искористи све погодности чланица ЕУ, да добије подршку и помоћ у смислу образовања, опреме, школовања, али и да отклони последице природних непогода.
Европска комисија је 12. октобра 2022. године препоручила да Веће додели статус кандидата Босни и Херцеговини, уз разумевање да је подузет низ корака:
- усвајање измена интегритета у постојећем закону о Високом савету судства и тужилаштва;
- доношење новог закона о Високом савету судства и тужилаштва;
- усвајање закона о судовима Босне и Херцеговине;
- доношење закона о спречавању сукоба интереса;
- унапређење борбе против корупције и организованог криминала;
- унрапрађен рад на управљању границом и миграцијама, као и обезбеђивању функционисања система азила;
- обезбеђивање забране тортуре, посебно успостављање националног превентивног механизма против тортуре и злостављања;
- гарантовање слободе изражавања и слободе медија;
- усвајање националног програма за усвајање правних тековина ЕУ.[20]

Европски савет је 15. децембра 2022. године званично дао статус кандидата Босни и Херцеговини.

## Хронологија
- 1997. Успостављен регионални приступ Западном Балкану.
- Јун 2003. Босна и Херцеговина идентификована као потенцијални кандидат за чланство у ЕУ током самита Европског савета у Солуну.
- 25. новембар 2005. У Сарајеву званично отворени преговори о Споразуму о стабилизацији и придруживању (ССП).
- 18. септембар 2007. Потписани споразуми о визним олакшицама и реадмисији.
- 4. децембар 2007. ЕУ парафирала Споразум о стабилизацији и придруживању.
- 1. јануар 2008. Споразуми о визним олакшицама и реадмисији ступају на снагу.
- 18. фебруар 2008. Савет усваја нови програм европског партнерства.
- 16. јун 2008. Потписани Споразум о стабилизацији и придруживању и Привремени споразум о трговини и питањима везаним за трговину.
- 1. јул 2008. Привремени споразум о трговини и питањима везаним за трговину ступа на снагу.
- 31. јул 2007. Босна и Херцеговина и ЕУ потписале споразум о финансирању инструмента за претприступну помоћ (ИПА) Национални програм 2007.
- 27. мај 2010. Комисија усвојила предлог којим се грађанима Албаније и Босне и Херцеговине омогућава да путују у земље Шенгена без краткорочних виза.
- 15. децембар 2010. Уведен безвизни режим за шенгенски простор за све држављане БиХ који имају биометријски пасош.
- 1. септембар 2011. Делегација Европске уније и Канцеларија специјалног представника ЕУ постају једно појачано присуство ЕУ.
- 27. јун 2012. ЕУ и Босна и Херцеговина покренуле Дијалог на високом нивоу о процесу приступања.
- 1. јун 2015. Ступио на снагу ССП са Босном и Херцеговином.
- 15. фебруар 2016. БиХ предаје захтјев за чланство у ЕУ.
- 20. септембар 2016. Вијеће ЕУ позива Комисију да поднесе мишљење о апликацији БиХ.
- Фебруар 2018. Босна и Херцеговина враћа Европској комисији приступни упитник
- 20. јуна 2018. Европска комисија послала је 655 додатних питања на Упитник.
- 5. марта 2019. Босна и Херцеговина је доставила највише одговора на додатна питања.
- 29. мај 2019. Европска комисија констатује напредак, али земља тек треба да донесе неке уставне промене, као и да „осигура функционисање Парламентарног одбора за стабилизацију и придруживање и развије национални програм за усвајање правних тековина ЕУ“.[21]
- Јун 2022. Европски савет позива Европску комисију да извештава о напретку Босне и Херцеговине.
- 12. октобар 2022. Европска комисија препоручује да Европски савет одобри Босни и Херцеговини статус кандидата, уз девет услова за имплементацију.
- 15. децембар 2022. Европски савет даје Босни и Херцеговини статус кандидата.[22]

## Јавно мњење
Анкета из 2019. коју је спонзорисао Национални демократски институт показала је да постоји укупна подршка приступању ЕУ од 75%. Дошло је до подела по етничким линијама:
- Бошњаци - 88% подржава, 10% против.
- Хрвати - 75% подржава, 21% против.
- Срби - 54% подржава, 39% против.[23]